# Дар'ясар (дегестан)
Дар'ясар (перс. دریاسر) — дегестан в Ірані, у бахші Кумеле, в шагрестані Лянґаруд остану Ґілян. За даними перепису 2006 року, його населення становило 10508 осіб, які проживали у складі 3049 сімей.

## Населені пункти
До складу дегестану входять такі населені пункти:
- Бала-Салькує
- Ґолаб-Магаллє
- Дар'ясар
- Келідбар
- Малат
- Паїн-Казі-Магаллє
- Паїн-Салькує
- Сіґаруд
- Шад-Калає